# UK Music Hall of Fame
Az UK Music Hall of Fame (Zenei Hírességek Csarnoka) egy zenei díjazás, amely örökre szóló tagságot jelent a könnyűzenei életben tiszteletreméltó teljesítményeket elért zenészek, együttesek számára. Bármely nemzetiségű előadók bekerülhetnek. A kezdeményezés 2004-ben indult, ekkor öt alapító tagot iktattak be, majd televíziós szavazás során újabb ötöt: így kettő-kettő zenei előadó került ki az utolsó öt évtizedből. A következő évektől egy 60 fős, zenei publicistákból és zeneipari szakértőkből álló csapat dönt a bekerülők személyéről.

## 2004
Az öt alapító tag (1950-es évektől az 1990-es évekig):
- Elvis Presley
- The Beatles
- Bob Marley
- Madonna
- U2

A közönségszavazás során bekerültek:
- Cliff Richard és a Shadows
- Rolling Stones
- Queen
- Michael Jackson
- Robbie Williams

A jelöltek listája:
- 1950-es évek – Billie Holiday, Buddy Holly, Chuck Berry, Cliff Richard and The Shadows, Ella Fitzgerald, Frank Sinatra, Johnny Cash, Little Richard, Louis Armstrong, Miles Davis
- 1960-as évek – The Beach Boys, Aretha Franklin, Bob Dylan, Diana Ross és a Supremes, James Brown, Jimi Hendrix, The Kinks, Simon and Garfunkel, The Velvet Underground
- 1970-es évek – ABBA, Bee Gees, The Clash, David Bowie, Elton John, Led Zeppelin, Pink Floyd, Queen, Sex Pistols, Stevie Wonder
- 1980-as évek – Bruce Springsteen, Beastie Boys, George Michael, Guns N’ Roses, Joy Division, Michael Jackson, Prince, Public Enemy, R.E.M., The Smiths
- 1990-es évek – Blur, Dr. Dre, Missy Elliot, Nirvana, Oasis, The Prodigy, Radiohead, Red Hot Chili Peppers, Robbie Williams, Spice Girls

## 2005
A 2005-ös beiktatás:
- Eurythmics (beiktatta Bob Geldof, performed)
- Aretha Franklin
- Jimi Hendrix (beiktatta Mitch Mitchell, és Slash (Velvet Revolver))
- Bob Dylan (beiktatta Woody Harrelson)
- Joy Division/New Order (beiktatta  John Simm színész)
- The Who (beiktatta Ray Davies (The Kinks))
- The Kinks (beiktatta Geoff Hurst futballista)
- Pink Floyd (beiktatta Pete Townshend (The Who))
- Black Sabbath (beiktatta Brian May (Queen))
- Ozzy Osbourne (szóló) (beiktatta Angus Young (AC/DC))

## 2006
A 2006-os beiktatás:
- James Brown (beiktatta Jazzie B)
- Led Zeppelin (beiktatta Roger Taylor)
- Rod Stewart (beiktatta James Morrison)
- Brian Wilson (beiktatta David Gilmour)
- Bon Jovi (beiktatta David A. Stewart és Kara Dioguardi)
- Prince (beiktatta Beyoncé Knowles)
- Dusty Springfield (beiktatta Joss Stone)

## 2007
2007-ben nem történt beiktatás, 2008 szeptemberében pedig bejelentették, hogy a Channel 4 beszünteti a rendezvényt, egyrészt a támogatás hiánya miatt, másrészt, mert az előző esemény utáni két év szünet túl hosszú volt.

## Külső hivatkozások
- Channel 4